# Димитър Поптомов
Димитър Поптомов (изписване до 1945 година: Димитъръ попъ Томовъ) е български просветен деец и революционер, деец на Вътрешната македоно-одринска революционна организация.

## Биография
Роден е в гевгелийското село Мачуково в 1866 година, което тогава е в Османската империя, днес Евзони, Гърция. През 1889 година завършва с четвъртия випуск на българската мъжка гимназия в Солун. Преподава в Сярското българско класно училище, където развива революционна дейност и подпомага дейността на Христо Куслев. Става учител в Петрич, където през 1900 година оглавява околийския комитет на ВМОРО.
При избухването на Балканската война в 1912 година е доброволец в Македоно-одринското опълчение в нестроева рота на 10 прилепска дружина.